# Sinoboletus fuscus
Sinoboletus fuscus är en svampart som beskrevs av M. Zang & C.M. Chen 1998. Sinoboletus fuscus ingår i släktet Sinoboletus och familjen Boletaceae.   Inga underarter finns listade i Catalogue of Life.